# ایوایلو چوچف
ایوایلو چوچف (بلغاری: Ивайло Людмилов Чочев؛ زادهٔ ۱۸ فوریهٔ ۱۹۹۳) بازیکن فوتبال اهل بلغارستان است.
از باشگاه‌هایی که در آن بازی کرده است می‌توان به باشگاه فوتبال پالرمو و باشگاه فوتبال زسکا صوفیه اشاره کرد.
وی همچنین در تیم‌های ملی فوتبالزیر ۲۱ سال بلغارستان، و بلغارستان بازی کرده است.